# Tiếng Tây Ban Nha Caribe

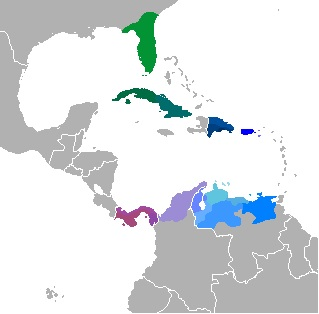
Phân bố lãnh thổ các phương ngữ Tây Ban Nha Caribe.

Tiếng Tây Ban Nha Caribe (tiếng Tây Ban Nha: español caribeño) là tên gọi chung của các phương ngữ Tây Ban Nha được nói ở vùng Caribe. Nó giống với tiếng Tây Ban Nha được nói ở Quần đảo Canaria và xa hơn là tiếng nói ở phía tây Andalusia.
Chính xác hơn, thuật ngữ này đề cập đến tiếng Tây Ban Nha như được nói ở các đảo Caribe của Cuba, Puerto Rico và Cộng hòa Dominica cũng như ở Panama, Venezuela và bờ biển Caribe của Colombia.

## Lịch sử
Là một nhóm phương ngữ đặc biệt, Tây Ban Nha Caribe bắt đầu hình thành từ cuối thế kỷ 15. Nó dựa trên phương ngữ Andalucia của tiếng Castila (tiếng Tây Ban Nha). Cùng với các phương ngữ của Andalusia, cũng như Argentina ("Porteno"), tiếng Tây Ban Nha Caribe tạo nên cái gọi là tiếng Tây Ban Nha ven biển (costero). Họ phải đối đầu với tiếng Tây Ban Nha lục địa (Alto): tiếng Tây Ban Nha México, tiếng Tây Ban Nha Peru, v.v.